# Eleocharis bernardina
Eleocharis bernardina là loài thực vật có hoa trong họ Cói. Loài này được (Munz & I.M.Johnst.) Munz & I.M.Johnst. mô tả khoa học đầu tiên năm 1935.